# Jabing
Jabing (węg. Vasjobbágyi, rom. Batschiba) – gmina w Austrii, w kraju związkowym Burgenland, w powiecie Oberwart. 1 stycznia 2014 liczyła 753 mieszkańców.